# Hanna Świderska
Hanna Świderska, pseud.  Janina Kowalska (ur. 9 grudnia 1930 w Łomży, zm. 9 maja 2022 w Londynie) – polska historyk, autorka wspomnień.

## Życiorys
Ojciec Hanny inspektorem w Białowieskiej Dyrekcji Lasów Państwowych. W 1940 jako dziecko została wywieziona na Syberię, którą opuściła w 1942, razem z Armią Andersa, przebywała w Iranie, Iraku i Palestynie. Od 1947 mieszkała w Wielkiej Brytanii. Ukończyła studia historyczne na Uniwersytecie w Birmingham (1956) oraz w Oxfordzie, gdzie w 1958 obroniła pracę doktorską opublikowaną jako Stanisław Orzechowski (1513-1566) (1960). Od 1961 pracowała w Bibliotece brytyjskiej, w której kierowała działem polskim.
Pod pseudonimem Janina Kowalska opublikowała wspomnienia Moje uniwersytety (1970), za którą otrzymała Nagrodę Kościelskich oraz powieść Pogranicze (1981). Pisała także pod pseudonimem dla londyńskich Wiadomości i paryskiej Kultury. Pod własnym nazwiskiem publikowała natomiast artykuły historyczne.
Członek Polskiego Towarzystwa Naukowego na Obczyźnie (od 1970).